# Шолохов-Синявский, Георгий Филиппович
Гео́ргий Фили́ппович Шо́лохов-Синя́вский (настоящая фамилия — Шолохов; 29 октября [11 ноября] 1901, с. Синявское, Область Войска Донского — 1 мая 1967, Москва) — русский советский писатель и журналист, военный корреспондент. Один из зачинателей советской литературы на Дону.

## Биография
Из крестьян. С 1934 года — член Союза писателей. Делегат I-го Всесоюзного съезда советских писателей.
С 1941 года служил в рядах РККА, с апреля 1942 — на фронтах Великой Отечественной войны в составе 28-й и 4-й танковых армий, 65-й армии, был политруком в звании капитана. Затем работал в редакции армейской газеты «Сталинский удар» в качестве корреспондента.
Умер в Москве в 1967 году. Похоронен в селе Синявское Неклиновского района Ростовской области.

## Творчество
Дебютировал в 1928 году в журнале «На подъёме», где было опубликовано его первое произведение, рассказ «Преступление».

Мемориальная доска Шолохову-Синявскому в Ростове-на-Дону

Первой значительной работой, которая привлекла внимание читателей и критики, явился сборник рассказов «Камень у моря» (1934). Затем последовали романы «Крутии», «Суровая путина» (ч. 1‒3, 1932‒1937), «Братья», «Далёкие огни» (кн. 1‒2, 1939‒1941), повесть «Семья Кудимовых» (1941), в которых автор, повествуя о дореволюционном быте рыбаков и железнодорожников, об их участии в революции, одним из первых в советской литературе сделал попытку раскрыть сложный процесс пробуждения личности и масс в особых условиях жизни донского казачества.
Во время войны Г. Шолохов-Синявский написал книгу рассказов о человеке на поле боя «Змей Горыныч» и одно из наиболее крупных своих произведений — роман «Волгины» (1947—1951).
В послевоенные годы выходят в свет его роман «Беспокойный возраст», повесть «Отец», положившая начало крупному последнему произведению писателя автобиографической трилогии «Горький мëд» (1961—1964), повести «Домик у речки», «Казачья бурса» и другие.
Произведения Г. Ф. Шолохова-Синявского были переведены и изданы в Польше, Чехословакии, Венгрии.

## Награды
- медаль «За боевые заслуги» (6.2.1943)[2]
- орден Трудового Красного Знамени (1961).